# Перша промова Ціцерона проти Катіліни
Перша промова проти Катіліни (лат. Oratio in L. Catilinam Prima) — перша з чотирьох знаменитих промов римського оратора і консула Марка Туллія Ціцерона, виголошена у римському сенаті 7 або 8 листопада 63 року до н. е. У промові Ціцерон публічно звинуватив патрицієвського сенатора Луція Сергія Катіліну в змові проти Римської республіки. Ця промова вважається одним із найвидатніших зразків античного ораторського мистецтва та однією з найвпливовіших промов в історії.

## Історичний контекст

### Передумови змови
У 63 році до н. е. Римська республіка переживала серйозну політичну та економічну кризу. Луцій Сергій Катіліна, представник древнього патрицієвського роду, тричі зазнав поразки на виборах консула — у 66, 64 та 63 роках до н. е. Після чергової невдачі на консульських виборах восени 63 року, коли переміг Ціцерон, Катіліна вдався до організації змови з метою насильницького захоплення влади.
До змовників приєдналися різноманітні незадоволені групи римського суспільства:
- Аристократи, які зазнали політичних невдач або мали фінансові проблеми
- Ветерани Сулли, які потрапили в борги через неврожаї
- Знедолені фермери, особливо в Етрурії, чиї землі були конфісковані під час проскрипцій Сулли

### Виявлення змови
Перші відомості про змову Ціцерон отримав восени 63 року від жінки на ім'я Фульвія, коханки одного зі змовників — Квінта Курія. 18-19 жовтня Марк Ліциній Красс передав Ціцерону анонімні листи, які попереджали про заплановане вбивство видатних громадян і містили згадку про 27 жовтня як дату початку повстання.
У відповідь сенат оголосив надзвичайний стан (tumultus) і прийняв senatus consultum ultimum — надзвичайний декрет, який надавав консулам повноваження вжити будь-яких заходів для захисту держави.

### Напередодні промови
6 листопада змовники зустрілися і знайшли двох добровольців для вбивства Ціцерона. Однак завдяки попередженню Фульвії спроба замаху 7 листопада зазнала невдачі — дім консула був добре охоронений.
Примітка щодо датування: У різних джерелах трапляються дати 7 або 8 листопада для виголошення промови. Деякі джерела зазначають, що після невдалої спроби замаху 7 листопада Ціцерон зібрав сенат і виголосив промову того ж дня, тоді як інші вказують на 8 листопада як дату промови наступного дня після замаху. Академічні джерела часто подають обидві дати як можливі — «7 або 8 листопада 63 року до н. е.»

## Обставини виголошення промови

### Місце та час
7 або 8 листопада 63 року до н. е. Ціцерон скликав екстрене засідання сенату в незвичайному місці — Храмі Юпітера Статора (Jupiter Stator) біля підніжжя Палатинського пагорба. Вибір цього храму мав символічне значення: згідно з легендою, його заснував Ромул після того, як Юпітер зупинив відступ римлян під час битви з сабінами.

### Присутні
На засіданні були присутні:
- Сенатори, включаючи самого Катіліну
- Обидва консули — Ціцерон і Гай Антоній Гібрида
- Інші вищі магістрати

Коли Катіліна прийшов на засідання, сенатори демонстративно відійшли від нього, залишивши його сидіти самотньо, що візуально підкреслило його ізоляцію.

## Зміст промови

### Структура
Промова складається з чотирьох основних частин:
1. Вступ та звинувачення — знамениті початкові слова та викриття планів змови
2. Докази змови — детальний виклад відомої інформації про змову
3. Заклик до відходу — вимога до Катіліни покинути Рим
4. Висновок та молитва — звернення до Юпітера Статора

### Знамениті цитати
Промова почалася знаменитими словами:
«Quo usque tandem abutere, Catilina, patientia nostra?» («Доки ж ти, Катіліно, будеш зловживати нашим терпінням?»)
Інші відомі фрази з промови:
- «O tempora! O mores!]» («О часи! О звичаї!»)
- «Cum tacent, clamant» («Тим, що вони мовчать, вони кричать»)
- «Invidiam virtute partam gloriam, non invidiam putarem» («Ненависть, яка здобута мужністю — це слава, а не ненависть»)[1]

### Риторичні прийоми
Ціцерон використав численні риторичні прийоми:
- Риторичні запитання для посилення драматичного ефекту
- Персоніфікацію — представлення Риму як живої істоти
- Антитези для контрасту між лояльними громадянами та змовниками
- Емоційні заклики до патріотичних почуттів сенаторів

## Наслідки промови

### Безпосередні результати
Промова досягла своєї головної мети. Хоча Катіліна спробував захищатися, нападаючи на походження Цицерона, сенатори його перекричали. Відчуваючи ізоляцію і відсутність підтримки, Катіліна покинув засідання і того ж дня або наступного покинув Рим, приєднавшись до повстанців в Етрурії.
Цей відхід Катіліни з Риму був сприйнятий як визнання провини і дав Цицерону можливість представити його народу як зрадника, що втік.

### Подальший розвиток подій
- Друга промова (9 листопада) — виголошена перед народом для виправдання дій Цицерона
- Третя промова (3 грудня) — після арешту змовників у Римі
- Четверта промова (5 грудня) — у сенаті щодо покарання змовників

У грудні 63 року Ціцерон викрив дев'ять змовників, які залишилися в Римі. За порадою сенату їх стратили без суду, що пізніше стало причиною політичних проблем для Цицерона.
У січні 62 року до н. е. Катіліна загинув у битві при Пістоїї (сучасна Пістоя в Тоскані), а його армія була повністю знищена.

## Українські переклади

### Перший повний перекладсучасною українською мовою
У 2025 році Микола Овчаров, дослідник ораторського мистецтва та засновник Інституту риторики, виконав перший повний переклад першої катілінарії літературною українською мовою. Переклад був здійснений з погляду практичного досвіду публічних виступів, з особливою увагою до ритміки, динаміки тексту та ораторських прийомів.

### Інноваційний переклад ключової фрази
Особливої уваги заслуговує унікальний варіант перекладу знаменитої фрази «O tempora! O mores!», запропонований Овчаровим. Замість традиційного «О часи! О звичаї!» він переклав її як «О часи! О моралі!»
Це рішення базується на глибшому аналізі контексту: латинське mores походить від mos (множина mores), що означає звичай, правило, традицію. Однак у контексті промови Ціцерона мова йде не просто про порушення зовнішніх правил поведінки, а про руйнування фундаментальних моральних основ суспільства. Звичаї — це переважно зовнішні прояви поведінки, тоді як мораль — це система внутрішніх цінностей і принципів.
Ціцерон апелює до пращурів, богів і найглибших цінностей римської цивілізації, оплакуючи крах моральних засад держави. Тому слово «моралі» точніше передає драматизм ситуації та глибину занепокоєння оратора станом римського суспільства.

## Історичне значення

### Політичне значення
Перша катілінарія стала поворотним моментом у кар'єрі Цицерона. За припинення змови він отримав почесний титул «pater patriae» («батько вітчизни») — честь, яку раніше мали лише засновники Риму.
Промова також продемонструювала силу риторики як політичного інструменту в республіканському Римі.

### Літературне значення
З літературної точки зору перша катілінарія вважається:
- Шедевром римської ораторської прози
- Зразком цицероніанської риторики
- Одним із найкращих прикладів судового красномовства

Промова стала обов'язковою для вивчення в школах і залишалася частиною риторичної освіти протягом століть.

## Культурний вплив
У мистецтві
Сцена виголошення промови стала популярною темою в образотворчому мистецтві, найвідомішою з яких є картина Чезаре Маккарі «Ціцерон звинувачує Катіліну» (1888).